# Zorochros griseopictus
Zorochros (Zorochros) griseopictus – gatunek chrząszcza z rodziny sprężykowatych, podrodziny Prosterninae i plemienia Negastriini.

## Występowanie
Gatunek ten jest endemitem Madagaskaru.